# Puente de Tablate
El puente histórico o antiguo de Tablate es una construcción destinada a salvar el barranco al que ha dado nombre —afluente del río Ízbor— en el camino real de Granada a La Alpujarra. 
Ha tenido gran importancia estratégica por estar en un enclave de paso obligado en las comunicaciones entre Granada, su costa y La Alpujarra, de la que tradicionalmente se ha considerado puerta de entrada.

## Fábrica

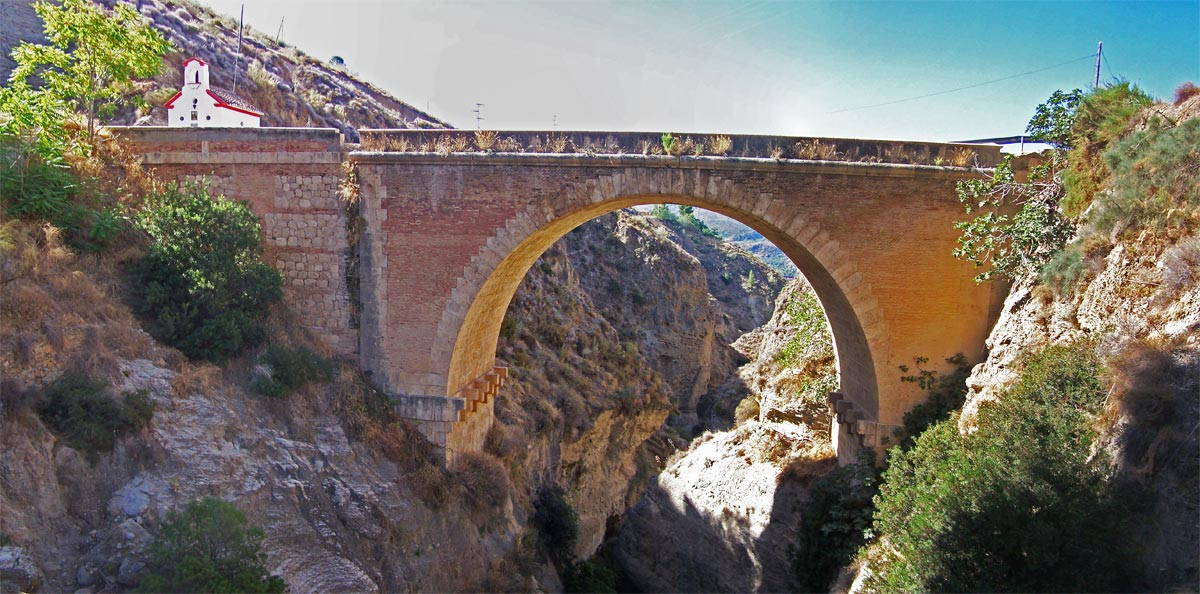
Vista del puente de Tablate nuevo por su lado norte, tomada desde el puente viejo.

Situado a unos cien metros sobre el lecho del barranco, con anchura de 2,80 metros y longitud  de 19 metros, está formado por un arco de medio punto hecho de mampostería, con restos en algunas partes de tapial calicastrado, y cantería en los rebordes exteriores. Los estribos, de alturas diferentes, se apoyan en salientes del terreno aprovechando la angostura del barranco. En la fábrica se pueden diferenciar elementos constructivos de cinco periodos diferentes que irían desde época nazarita (1238-1492), en la base de los estribos, hasta 1796, fecha de la última reforma, documentada por un grafito en el enfoscado interior de un pretil, pasando por la reconstrucción llevada a cabo tras la Guerra de los Moriscos. Coincidiendo con las reformas, el nivel de paso fue elevado al menos en dos ocasiones.

## Historia

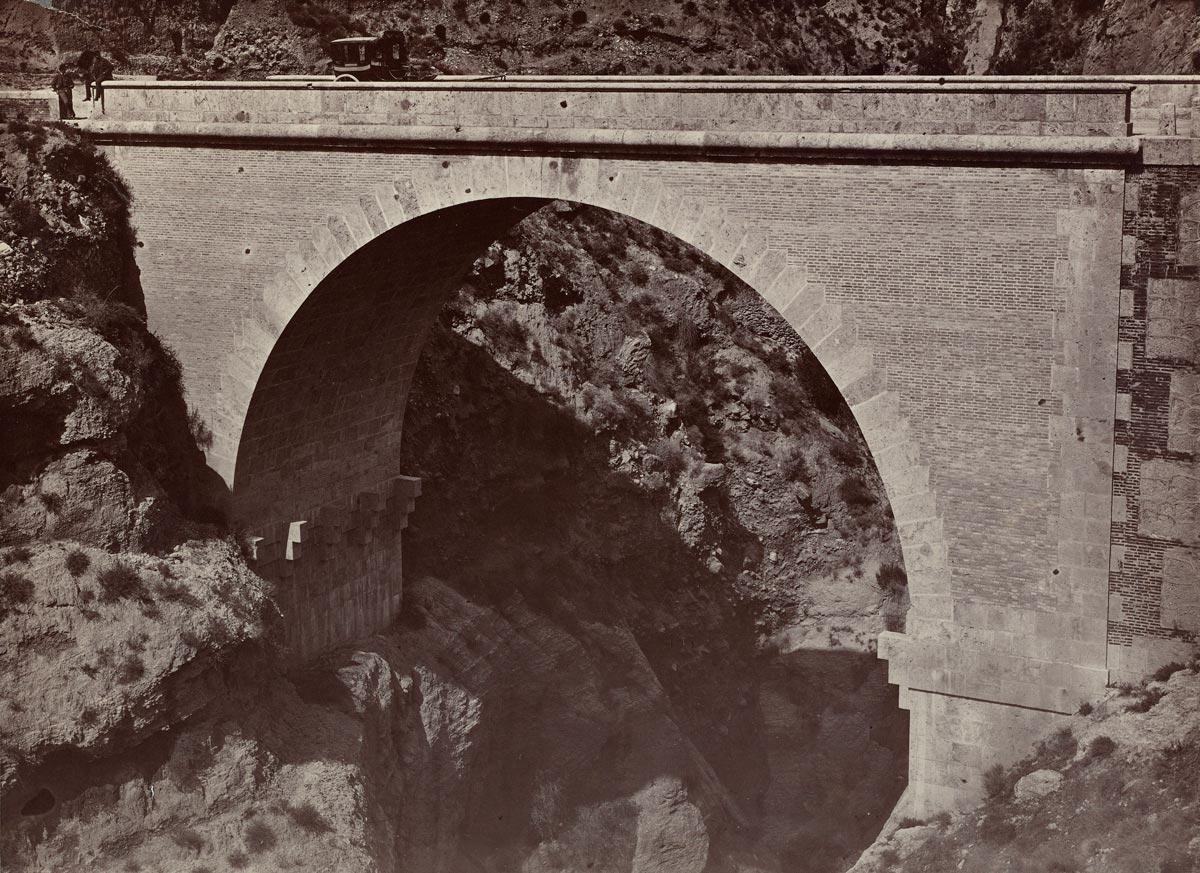
Fotografía del puente de Tablate nuevo visto por su lado sur, tomada por José Martínez Sánchez hacia 1867.

Las primeras noticias documentales del lugar proceden de fuentes cristianas del final del siglo XV, pero su propio nombre —relacionado con la voz latina tabulātus (entablado),  derivada a su vez de  tabŭla (tabla)—, indicaría un origen previo a la ocupación musulmana.
Lo cita Alonso de Santa Cruz en su Crónica de los Reyes Católicos al tratar de la conquista de La Alpujarra en 1491. Fue destruido por los mudéjares sublevados durante la revuelta de 1499 para impedir el paso de las tropas castellanas, y mandado reconstruir por los Reyes Católicos en 1502, encomendando las obras a Alonso Enríquez, corregidor de Granada, y estableciendo para financiarlas un peaje por persona y bestia que cruzase el puente. Las obras continuaron con desigual intensidad durante los dos primeros tercios del siglo XVI. Al inicio de la guerra de La Alpujarra fue prácticamente desmantelado por los moriscos para impedir el paso de las tropas del marqués de Mondéjar. Sin embargo, estas consiguieron reconstruirlo provisionalmente y tomar la posición tras sostener una reñida batalla en el lugar el día 10 de enero de 1569. Reconstruido después del levantamiento, se mantuvo su uso e importancia estratégica durante los siglos siguientes, experimentando diversas obras de mantenimiento, consolidación y mejora. Al parecer, la reconstrucción definitiva no tuvo lugar hasta 1719, año en que se realizaron obras de importancia sufragadas por los pueblos del Valle de Lecrín y de La Alpujarra, según consta en un expediente conservado en el Archivo Municipal de Órgiva. El puente dejó de usarse a mediados del siglo XIX, al ser sustituido en su función por otro de nueva construcción.
La existencia de la cercana localidad de Tablate, actualmente despoblada, y una torre fortaleza erigida en su entorno, se han asociado al control y defensa del puente.

## Dependencia, protección y restauración
Depende del municipio de El Pinar y no está catalogado entre los bienes culturales protegidos por el Ministerio de Cultura.
Se restauró en 2002 por el Ministerio de Fomento, con motivo de la construcción de la autovía de Granada a Motril.

## Puentes modernos
Hacia 1859 se levantó, a unos treinta metros curso abajo del barranco, un nuevo puente, denominado también de Tablate, para dar paso a la carretera de Granada a Motril construida en aquellas fechas.
La Autovía de la Costa Tropical incorpora dos puentes gemelos de 200 metros, conocidos como viaductos de Tablate I y II, puestos en servicio en 1995 y 2002 respectivamente.
Este último año, la carretera de entrada a La Alpujarra se desvió por otro puente homónimo —también conocido como de Lanjarón—, construido prácticamente en la vertical del primitivo, que con una longitud de 115 metros evita dos kilómetros de recorrido y las curvas de la antigua carretera en ese tramo.